# Šachtëry
Šachtëry (Шахтёры) è un film del 1937 diretto da Sergej Iosifovič Jutkevič.